# Мамонт (фильм)
«Ма́монт» (англ. Mammoth) — психологическая драма 2009 года режиссёра Лукаса Мудиссона, снятая по его собственному сценарию. Совместное производство Швеции, Дании и Германии. 

## Сюжет
Сюжет представляет собой переплетение нескольких историй. Эллен работает хирургом, редко видится как со своим мужем, так и со своей единственной дочерью, считает себя плохой матерью; кроме того, она сильно переживает из-за мальчика, которого она оперировала после того, как его мать нанесла ему несколько ударов ножом в живот, и который теперь лежит в коме… Лео, муж Эллен, основатель и глава популярного веб-ресурса, занимающегося компьютерными играми, летит в Сингапур на подписание контракта, затем едет в Таиланд, там у него начинается роман с Куки, местной проституткой… Джеки, дочь Эллен и Лео, увлекается астрономией, проводит всё своё свободное время со служанкой-филиппинкой Глорией, очень её любит и с энтузиазмом учит тагальский язык… Глория работает в США, а два её малолетних сына живут на Филиппинах, ждут её и просят вернуться… Наблюдающаяся в начале фильма дисгармония конфигурации отношений между главными героями постепенно усугубляется и, достигнув кульминации ближе к концу фильма, разрешается в результате двух трагических происшествий…
О названии фильма
В начале фильма Лео для подписания намечаемого контракта получает ручку ценой в несколько тысяч долларов, отделанную костью мамонта. В середине фильма Лео размышляет о том, что когда-нибудь в будущем, когда человечество вот так же, как мамонты, вымрет, те существа, которые придут нам на смену (например, крысы), будут делать ручки из человеческих костей. В конце фильма Куки продает скупщику эту ручку за 30 батов (то есть примерно за 1 американский доллар)…

## В ролях
- Гаэль Гарсиа Берналь — Лео Видалес
- Мишель Уильямс — Эллен Видалес
- Софи Нивейд — Джеки Видалес
- Марифе Несесито[англ.] — Глория
- Наттамонкарн Шриникорнчот — Куки
- Чики дель Кармен — мать Глории

## Прокат
Премьера фильма в Швеции состоялась 23 января 2009 года. 6 февраля того же года состоялась международная премьера фильма — он был показан на Берлинском кинофестивале, будучи включённым в основной конкурс. Премьера фильма в США состоялась 20 ноября 2009 года, в России — 25 марта 2010 года.
Прокатная судьба фильма сложилась крайне неудачно, сборы по сравнению с ожидавшимися оказались крайне низкими; вместе с тем отзывы о фильме кинокритиков и зрителей были, в целом, положительными.

## Отзывы
По мнению кинокритика Роджера Эберта, в «Мамонте» имеются как позитивные, так и негативные аспекты. Но в целом кинокритик считает, что это «достойный фильм, хотя и не очень вдумчивый».
По мнению Вадима Зельбина, если сравнивать этот фильм с фильмом Мудиссона «Дыра в моём сердце» (2004), то можно сделать вывод о «возвращении блудного художника из творческого загула в мейнстрим».